# Années 1020 av. J.-C.
Les années 1020 av. J.-C. couvrent les années de 1029 av. J.-C. à 1020 av. J.-C.

## Événements
- Vers 1025 av. J.-C. : disparition des sépultures collective en Grèce (tombes à chambre et tombes en ruche) au profit de tombes individuelles (cistes et tombes à fosse), sauf en Thessalie.
- 1024-1007 av. J.-C.[1] : règne de Simbar-Shirpak, roi de Babylone. Période trouble en Babylonie jusqu'en 978 av. J.-C. : instabilité politique, inondations, famines, désordres sociaux, attaque des nomades Sutû[2].

- Les Araméens ont franchi l’Euphrate et forment des royaumes dans la vallée du Khabur[2].